# Kanton Fougères-Sud
Kanton Fougères-Sud (francouzsky Canton de Fougères-Sud) je francouzský kanton v departementu Ille-et-Vilaine v regionu Bretaň. Tvoří ho devět obcí.

## Obce kantonu
- Billé
- Combourtillé
- Dompierre-du-Chemin
- Fougères (jižní část)
- Javené
- Lécousse
- Parcé
- Romagné
- Saint-Sauveur-des-Landes